# Шеметово (платформа)
Ше́метово — остановочный пункт Курского направления Московской железной дороги. Расположен в Ясногорском районе Тульской области. До начала 1990-х годов носил название «163 км».
Имеется прямое беспересадочное сообщение с Тулой, Серпуховом и Москвой. Для посадки и высадки пассажиров используются две боковые платформы, соединённые между собой настилом. На платформе «На Тулу» расположен павильон, где находятся билетная касса, ныне неработающая, и навес для ожидания поездов.
На платформе останавливаются все электропоезда (7 пар в сутки), следующие в южном направлении до станций Тула-I, Хомяково, Ревякино, (на 2016 год электропоезда едут только до станции Тула), в северном — до станций Серпухов, Москва-Курская, Москва-Каланчёвская.
Время движения с Курского вокзала — 2 час. 50 мин., с Московского вокзала Тулы — 35 мин. Относится к 17 тарифной зоне. Не оборудован турникетами.
Вблизи остановочного пункта находятся деревни Шеметово, Кургузовка, посёлок Барсуки-2. В 130 метрах пролегает автодорога Ясногорск—Ревякино, по которой курсирует автобус № 175 Ясногорск—Кургузовка.